# Scranciella phryganea
Scranciella phryganea är en fjärilsart som beskrevs av Sergius G. Kiriakoff 1967. Scranciella phryganea ingår i släktet Scranciella och familjen tandspinnare. Inga underarter finns listade.